# Silvester Fakuč
Silvester »Silvo« Fakuč, slovenski slikar, kipar in grafik * 29. december 1958, Postojna.

## Življenje in delo
Osnovno šolo je obiskoval v Ajdovščini (1965–1973), gimnazijo pa v Novi Gorici, nato je v Benetkah dve leti obiskoval šolo za oblikovanje in vizualne študije na mednarodni umetnostni Univerzi in slikarstvo na Akademiji lepih umetnosti. Diplomiral je leta 1982. Prvo zaposlitev je dobil kot industrijski oblikovalec v tovarni pohištva LIPA v Ajdovščini, nato pa se je zaposlil kot likovni pedagog, najprej na osnovni šoli na Dobrovem (1984–1985), od 1985 naprej pa na osnovni šoli v Ajdovščini. Razstavljati je začel v okviru Društva za vizualne medije Praska leta 1983 v Solkanu, Tolminu in Idriji. Kasneje se je udeležil še več skupinskih in pripravil tudi nekaj samostojnih razstav. 